# Vīshkā (ort i Iran)
Vīshkā (persiska: Vīshkā Varzal, ویشکا) är en ort i Iran.   Den ligger i provinsen Gilan, i den nordvästra delen av landet, 240 km nordväst om huvudstaden Teheran. Vīshkā ligger 3 meter över havet och antalet invånare är 174.
Terrängen runt Vīshkā är platt. Runt Vīshkā är det tätbefolkat, med 659 invånare per kvadratkilometer. Närmaste större samhälle är Rasht, 6,1 km norr om Vīshkā. Trakten runt Vīshkā består till största delen av jordbruksmark.